# Zou Boqi
Zou Boqi (en xinès tradicional: 鄒伯奇; en xinès simplificat: 邹伯奇; en pinyin: Zōu Bóqí; nascut el 1819 i mort el 1869 a Nanhai, Guangdong), també conegut amb el nom de Zi Tefu (字特夫), fou un fotògraf, físic i erudit de les darreries de la dinastia Qing. Va ser un membre conegut de la noblesa de Guangdong que va morir als 50 anys inexplicablement.  Va inventar i dissenyar la càmera i el mètode de mapeig fotogràfic al 1844. Era anomenat El pare de la càmera xinesa.
Durant els anys 1840 i 1850, Zou va completar dos assajos importants sobre la pràctica de fotografia: "Sheying Zhiqiji" (en xinès: 攝影之器記, Notes sobre un mecanisme per capturar imatges) i "Gushu bu" (格朮補: Actualitzacions científiques). Al 1845 va escriure "L'Equip Fotogràfic" (摄影之器记) i es va convertir en la monografia sobre fotografia més antiga del món. Una de les seves imatges més icòniques és l'autoretrat que es va fer l'any 1860.
Molts dels documents que ens explicaven la vida de Zou Boqi es van perdre, però tenim una col·lecció d'alguns dels seus escrits que sobreviu, i algunes de les seves possessions i el testimoni dels records dels seus descendents que ens proporcionen proves addicionals de la seva vida i pensament.

## Context
Quan parlem de l'aparició de la fotografia a la Xina, hem de mencionar les figures de Luo Yili i Zou Boqi com els primers fotògrafs actius entre la dècada de 1840 i la de 1850. La seva càmera, fotografies i escrits científics, demostren com la fotografia no era una tecnologia purament occidental. Tanmateix, no van tenir la possibilitat de difondre-la per la seva limitació tècnica, immobilitat social i perjudici comú contra la fotografia. Des de la dècada de 1860, Lai Afong (赖阿芳, c.1839 – 1890) va aparèixer quan la fotografia a la Xina va superar les dificultats tècniques inicials i es va popularitzar a la comunitat occidental. Lai Afong, potser el fotògraf xinès més significatiu del seu moment, ens va deixar abundants obres d'art. La selecció de temàtiques i estil artístic d'Lai Fong, paral·lela als seus contemporanis occidentals, combinat amb les seves grans habilitats de màrqueting, condueixen al seu èxit i componen una part important de la fotografia xinesa als anys 1860-1870.
El primer manual xinès de fotografia es publicà el 1873. Els mitjans de comunicació de la dècada de 1870, com el Diari de Xangai Shenbao (申報), comencen a publicar alguns articles introductoris a la fotografia i als estudis fotogràfics. No obstant això, la fotografia encara era percebuda com a tecnologia occidental pels anys 1870 i el coneixement i la demanda de fotografia dels xinesos encara era limitada.
El govern Qing és feble a mitjan s. XIX: la rebel·lió dels Taiping (1851-1864) és un cop molt fort per a la dinastia, moren probablement més de trenta milions de persones, tot plegat acompanyat de destruccions materials que arriben al nivell de catàstrofe. Tot plegat fa que la vall de Yangzi quedi molt tocada. Val a dir, però, que les províncies es veuran afectades de manera molt desigual; així a Xangai hi seguim trobant aquesta nova cultura metropolitana que caracteritza la ciutat. De fet, aquest entorn va proporcionar noves vies per a diversos estudiosos de Guangdong i altres regions de la Xina per aprofundir més en la vida cultural i compromisos polítics amb el país.
Amb la fi de la dinastia Qing (清, 1644-1911), la Xina s'imposa una mirada cap el futur i la seva societat es veu obligada a modernitzar-se ràpidament en el període conegut com a moviment d'auto-enfortiment. Per això, malgrat la fotografia ja es coneixia en algunes zones, no és fins aquest moment quan es comença a emprar de manera massiva. També aquest canvi d'actitud fa que molts estrangers visitin el país per tal de fotografiar-lo. Aquest darrer factor motiva la ràpida assimilació de l'última tecnologia per part dels fotògrafs xinesos.

## Vida

### Infància i joventut
Zou Boqi va néixer a Dali, Nanhai (南海), una petita ciutat-districte al costat del riu de la Perla, a l'oest de Guangzhou. Ens trobem davant d'una gran ciutat portuària i capital provincial al sud de la Xina. També es diu que li agradava molt la història, En Zou Boqi pertanyia a la noblesa i vivia majoritàriament a la seva petita propietat familiar al poble de Michong. Va rebre una formació confuciana estàndard com estudiant de la universitat de Nanhai, on es va preparar per l'entrada als nivells inferiors del sistema d'examinació imperial nacional. Sembla que no va aconseguir cap dels títols de grau que ofereixen les successives etapes d'aquest sistema. Pot ser que qualsevol ambició professional es va veiés afectada durant els anys trenta, moment en què el govern va suspendre els exàmens i l'atenció es va concentrar a controlar la crisi ocasionada per la revolta dels Taping.
Zou es va casar dues vegades i es té constància que alguns dels seus descendents encara viuen a Michong avui. Com altres homes del seu moment, Zou feu el seu propi estudi personal a casa que anomenà “Estudia com un vaixell”, una referència que fa al·lusió a l'aforisme següent: “Per l'oceà de l'estudi es mou un vaixell, si no avança deriva enrere". Però el compromís intel·lectual de Zou no va ser simplement amb els llibres. Els vessants abruptes de la costa del A Fenggang (el pic del turó de la tortuga), a prop del seu poble, proporcionaven un excel·lent mirador al qual sovint s'enfilava per gaudir de la seva passió per l'observació i la gravació del cel nocturn. El 1857, Zou, apareix de forma destacada als assumptes locals, proposant i supervisant amb èxit la construcció d'un nou pont sobre el riu Mi.

### Vida professional
Zou Boqi tenia un ampli espectre d'interessos, com ara la geografia xinesa que apareixia en els textos clàssics confucians que eren de rigor en el pla d'estudis de l'escola Qing. De la mateixa manera, va compilar els problemes matemàtics que es trobaven en els llibres antics. A part de demostrar el seu interès en diversos camps d'estudi, també va cercar aplicacions pràctiques del coneixement. En aquesta línia, va buscar dades empíriques al cànon d'escriptura confuciana i altres llibres antics xinesos. Aquest enfocament també resulta evident en el seus tractats sobre òptica i fotografia. Tot i que va prestar molta atenció a la ciència occidental, la seva confiança estava en sistemes de coneixement predominantment xinesos, que utilitzava per explicar temes d'un discurs científic cada cop més universalista que va seguir arrelat a la tradició.
Zou va treballar en les celebracions de Guangzhou de la universitat de Xuehai, convertint-se en director el 1857. El 1864, Guo Songtao (1818-1891), governador de Guangzhou i més tard el primer líder de l'ambaixada de la Xina a Anglaterra i França, va instar a Zou Boqi a acceptar una plaça d'ensenyament de matemàtiques a l'acadèmia Guangzhou Tongwen. Aquesta famosa escola de formació va ser fundada primer a Pequín el 1862 en resposta a les percepcions de la tecnologia occidental superior, particularment la naval. També es va fundar una escola a Guangzhou. Les principals assignatures del temari eren llengües europees, japonès i matemàtiques. Més tard, Zeng Guofan, polític clau en la supressió de Taiping, va oferir a Zou Boqi un lloc d'ensenyança al Jiangnan Ironworks, fundada un any després a Xangai. No obstant això, Zou Boqi va rebutjar ambdues ofertes. En un primer moment va dir que estava malalt, i més tard, va excusar-se dient que havia d'estar a prop de casa per tenir cura de la seva mare.

## Obres publicades
Val a dir que és encara una figura poc coneguda i encara per redescobrir, però sabem cert que el seu llegat no només és el seu famós autoretrat i alguns equips de càmera, sinó també diversos assajos que demostren les seves bases teòriques, convertint-lo en el xinès més distingit com a professional de la fotografia a la dècada de 1850. Zou Buqi, com a científic i matemàtic que era, va escriure diversos tractats com ara Continuació de la simplificació logarítmica (續對數簡法), El mètode multiplicador (乘方捷法), així com un volum sobre Regles logarítmiques (對數尺記).

### Sheying Zhiqi (攝影之器記, Notes sobre un mecanisme per capturar imatges)
En aquest assaig, Zou és potser el primer xinès a utilitzar l'expressió "Sheying" 攝影 (captura d'imatges), que més tard s'ha adoptat per referir-se a la fotografia en xinès per a tot tipus de fotografia: placa, cinema i digital. El seu significat original no es refereix realment al que entenem per “fotografia” avui, que inclou captura i fixació d'imatges.
Explica com les mesures entre els objectes i les distàncies entre diversos elements són proporcionals. Així mateix, aquest valor es pot utilitzar per calcular la mida dels objectes reals sense haver de fer-ho mesurant els objectes en sí. Després introdueix l'ús d'aquest dispositiu a convertir una vista de tres dimensions a dues dimensions, facilitant així el dibuix de la mateixa i assenyala com es poden combinar diversos dibuixos bidimensionals per reconstruir una escena tridimensional. També esmenta que es pot utilitzar per mesurar el grau i l'angle de moviment de la lluna i les estrelles de nit.

### Gushu bu (格朮補, Actualitzacions científiques)
En aquest altre assaig, resumeix els principis antics de l'òptica xinesa. Revisa la considerable literatura xinesa sobre lents i explica mètodes per a la construcció de telescopis i microscopis. També exposa els principis teòrics per construir una càmera de lents.

## Llegat

### Autoretrat de Zou Boqi, c. 1860
Els investigadors de l'Associació Xina de Fotògrafs van recuperar l'autoretrat com a placa de vidre de la seva propietat el 1962. Actualment, la placa de vidre està ubicada al Museu de la ciutat de Guangzhou i es va reimprimir als anys seixanta i setanta. També es van trobar un trípode de fusta i quatre plaques de vidre trencat. A part de la fotografia ja esmentada, se'n tenen documentades tres més. Aquestes es pensa que són retrats de grup dels seus estudiants o companys amb ell. Malauradament, actualment no les tenim localitzades. Liang Hengxin, que era professor a Guangzhou, va veure una vegada aquestes fotografies i en va descriure una d'elles com un altre autoretrat de Zou Boqi.
A més a més, sabem que va utilitzar les seves càmeres per fer mapejos de Guangdong. És, sens dubte, una de les figures clau per al desenvolupament de la ciència fotogràfica en context xinès, així com les investigacions que es duen a terme durant el s. XIX. No obstant això, alguns autors, argumentant una gran carència documental, dubten de si fou ell o no qui feu la primera màquina per fer fotos a la Xina.